# Frohnen

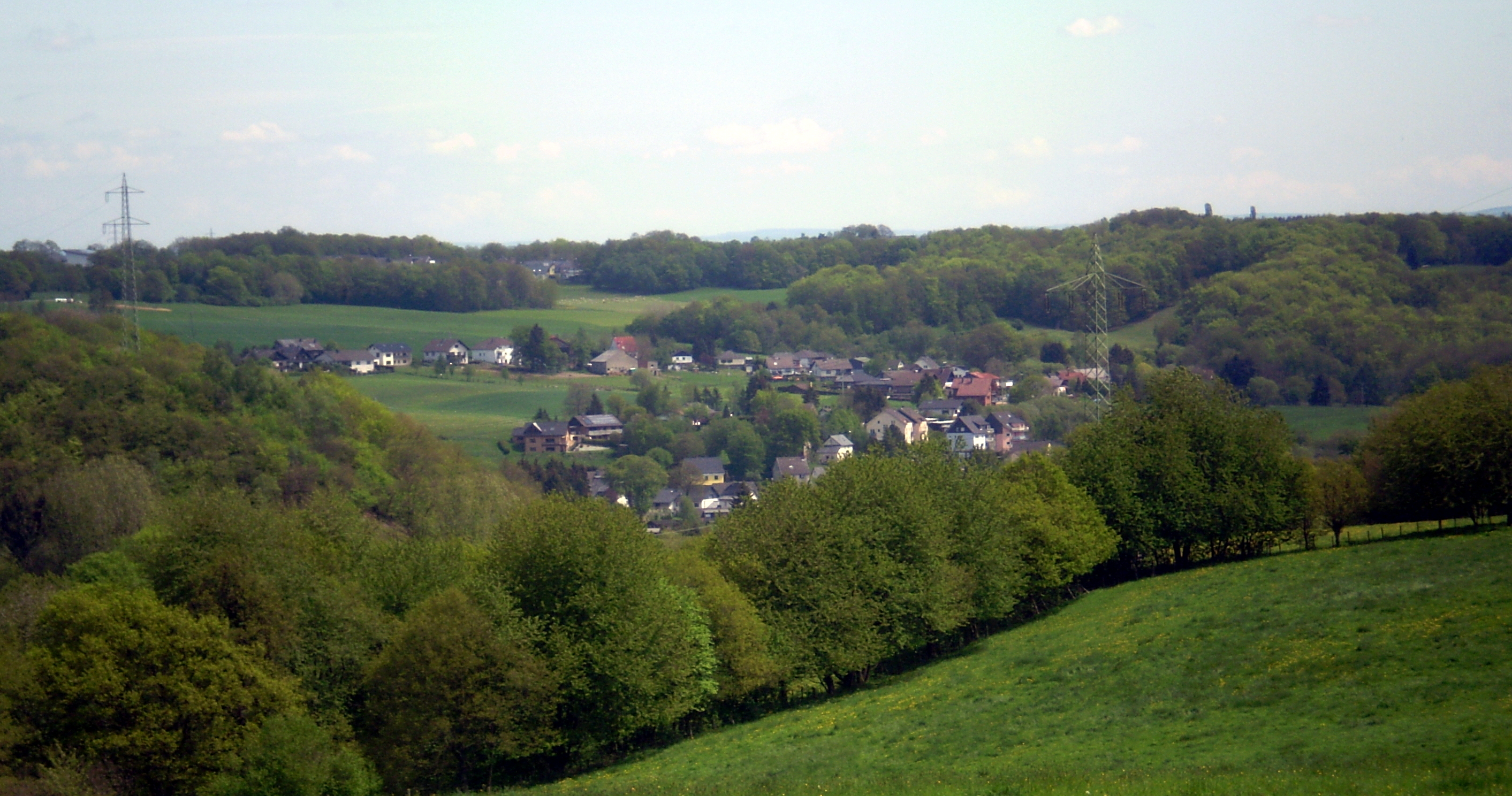
Frohnen aus westlicher Richtung (2012)

Frohnen ist ein Ortsteil der Ortsgemeinde Windhagen im rheinland-pfälzischen Landkreis Neuwied. Der Ortsteil hatte am 31. Dezember 2022 113 Einwohner.

## Geographie
Frohnen liegt 1,5 Kilometer südwestlich des Ortszentrums von Windhagen und schließt sich unmittelbar östlich an Hallerbach an, zu dessen geschlossener Ortschaft es gehört. Der Weiler erstreckt sich auf einem nach Süden zum Tal des Hallerbachs abfallenden Gelände und umfasst Höhenlagen zwischen 250 und 275 m ü. NHN. Zu den nächstgelegenen Ortschaften gehört neben Windhagen im Norden das oberhalb gelegene Hohn im Osten. Frohnen wird von der Kreisstraße 26 (Landesgrenze Richtung Rottbitze – Hallerbach – Unterelsaff) durchquert und am nordwestlichen Ortsrand von der Kreisstraße 25 (Willscheid – Windhagen) passiert.

## Geschichte
Im Mittelalter bildete Frohnen mit dem heute benachbarten Hallerbach einen gemeinsamen Ort „In der Hallerbach“. Oberhalb der heutigen Ortslage befand sich damals der „Schäferhof“. Der Ortsname, der mit den Flurnamen Auf dem Frohnen und Im Frohnenberg einhergeht, lässt sich sehr wahrscheinlich auf einen hier gelegenen Fronhof zurückführen. Die mundartliche Bezeichnung des Ortes lautet „Frune“. Frohnen gehörte zur Honschaft Rederscheid (früher auch als Hohner Honnschaft bezeichnet) im Kirchspiel Windhagen und unterstand der Verwaltung des kurkölnischen Amtes Altenwied. Urkundlich in Erscheinung trat der Ort 1660 unter seinem heutigen Namen bei einer Inventur im Amt Altenwied, als hier zwei Häuser gezählt wurden.
In preußischer Zeit (ab 1815) blieb Frohnen ein Teil der Honschaft, später Gemeinde Rederscheid, seit 1823 im Verwaltungsbezirk der Bürgermeisterei Asbach. Bei der Volkszählung im Jahre 1843 verzeichnete der Weiler noch jeweils fünf Wohn- und Wirtschaftsgebäude, bis zum Beginn des 20. Jahrhunderts erfuhr Frohnen ein deutliches Bevölkerungswachstum. Ab 1931 gehörte die Ortschaft zum Zustellbereich der seinerzeit eingerichteten Poststelle Hohn im Bezirk des Postamts Asbach (ab 1953 des Postamtes Linz).
Im Rahmen der rheinland-pfälzischen Verwaltungs- und Gebietsreform wurde Frohnen am 7. November 1970 mit der Gemeinde Rederscheid in die Gemeinde Windhagen eingegliedert. Die zur vormaligen Gemeinde Rederscheid gehörende Gemarkung blieb bestehen.
Einwohnerentwicklung
| Jahr | Einwohner |
| ---- | --------- |
| 1816 | 22        |
| 1828 | 25        |
| 1843 | 22        |
| 1885 | 37        |
| 1910 | 42        |
| 1987 | 95        |

## Sehenswürdigkeiten
- An der Frohner Straße steht ein Wegekreuz aus der Zeit um 1880, das als Kulturdenkmal unter Denkmalschutz steht.[14]